# L'Adroit (1927)
«Л'Адруа» (англ. FR L'Adroit) — військовий корабель, ескадрений міноносець головний у своєму типі Військово-морського флоту Франції у роки Другої світової війни.
«Л'Адруа» був закладений 26 квітня 1925 року на верфі компанії Ateliers et Chantiers de France у Дюнкеркі. 1 квітня 1927 року він був спущений на воду, а 1 липня 1929 року увійшов до складу ВМС Франції.

## Історія служби
Навесні 1940 року есмінець входив до складу французьких сил прибережної оборони в районі Ла-Маншу. 21 травня 1940 року під час проведення евакуації союзних військ з Дюнкерського плацдарму корабель важко пошкоджений унаслідок бомбового удару німецького бомбардувальника He 111 поблизу Дюнкерка і викинувся на берег в 17 метрах від берегової лінії. Один член екіпажу був поранений, решта залишилася на есмінці. Корабель діяв як берегова артилерійська батарея до моменту капітуляції Франції.